# Heracula
Heracula este un gen de molii din familia Lymantriinae. Conține o singură specie, Heracula discivitta, care se găsește în India (Sikkim) și Nepal.

## Legături externe
- en Baza de date a genului Lepidoptera la Muzeul de istorie naturală